# Hendrick ten Oever

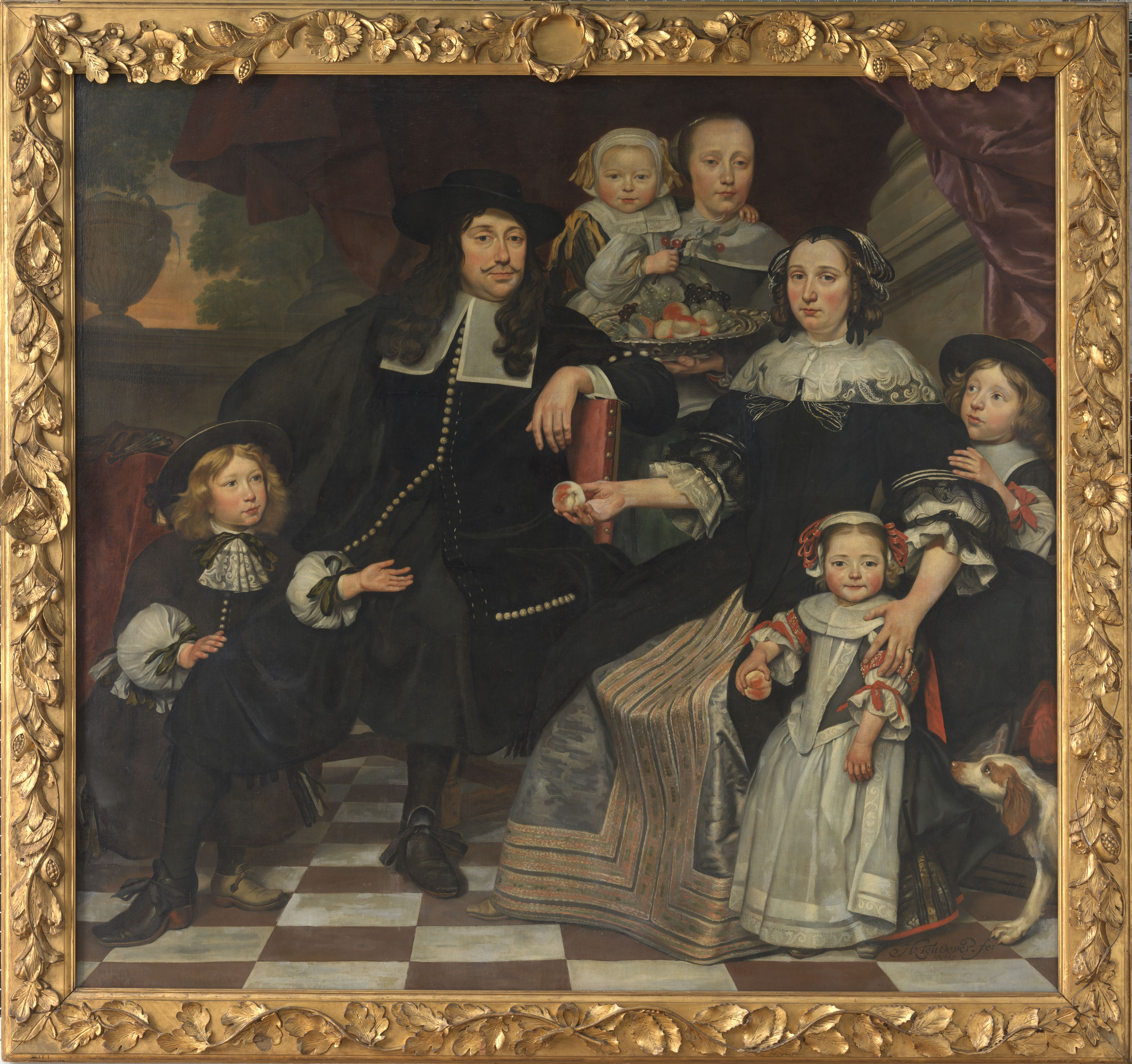
Familiegroep op het terras van een buitenverblijf. (1669)

Hendrick Davidszn ten Oever (Zwolle, gedoopt op 11 april 1639 - aldaar begraven op 15 juni 1716)  was een Noord-Nederlandse schilder en tekenaar uit de Gouden Eeuw. 

## Biografie
Hij was een zoon van David Hendrickszn ten Oever en Marijke Molkenboer. In 1675 trad hij in Zwolle in het huwelijk met Geertruidt van der Horst. 
Ten Oever kreeg zijn eerste tekenlessen in Zwolle rond 1657-1659. Volgens sommige bronnen kreeg hij lessen van de monogrammist EM of mogelijk Eduard Moermans. Zijn vroegst bekende schilderij, een portret van Rabo Herman Schele, werd in 1657 op ongeveer 18-jarige leeftijd gemaakt en toont gelijkenis met de stijl van Van Marle. Daarna vertrok hij naar Amsterdam, waar hij van circa 1659 tot 1665 werkzaam was. In deze periode was hij leerling van zijn oom Cornelis de Bie en werkte later met hem samen.  Vanaf 1665 vestigde hij zich opnieuw in Zwolle, waar hij tot zijn overlijden actief bleef als schilder. Hij stond bekend om zijn veelzijdigheid en beoefende onder meer landschappen, portretten, historiestukken, stadsgezichten, genrevoorstellingen en  jacht- en visstillevens. 
Hij was bevriend met Jacob Heiblocq, aan wiens album amicorum hij bijdroeg. Ook portretteerde hij in 1687 de dichter en predikant Joannes Vollenhove.
- Biografisch Portaal: 31798860
- Gemeinsame Normdatei: 174279302
- International Standard Name Identifier: 0000 0000 7085 1493
- Nederlandse Thesaurus van Auteursnamen: 176710868
- RKD-Nederlands Instituut voor Kunstgeschiedenis: 60326
- Union List of Artist Names: 500032344
- Virtual International Authority File: 95880768
- WorldCat: E39PBJg4kfdcvv33xJCkvhrXh3